# Eragrostis lepidobasis
Eragrostis lepidobasis är en gräsart som beskrevs av Thomas Arthur Cope. Eragrostis lepidobasis ingår i släktet kärleksgrässläktet, och familjen gräs.
Artens utbredningsområde är Zambia. Inga underarter finns listade i Catalogue of Life.